# Wastelands
„Wastelands“ je píseň americké rockové skupiny Linkin Park z jejich šestého studiového alba The Hunting Party. Píseň napsala skupina, produkovali ji zpěvák Mike Shinoda, kytarista Brad Delson a producent Rob Cavallo. Později byla píseň použita jako znělka v organizaci UFC.

## Videoklip
Videoklip k písni byl 25. června 2014 nahrán na oficiální kanál skupiny na YouTube. Ve videoklipu se objevují klipy ze zápasů v Ultimate Fighting Championship na Rock in Rio Lisboa. Před vydáním videoklipu bylo 1. června 2014 na oficiální účet skupiny na YouTube nahráno lyric video.

## Seznam skladeb
| Digitální stažení | Digitální stažení | Digitální stažení |
| Pořadí            | Název             | Délka             |
| ----------------- | ----------------- | ----------------- |
| 1.                | „Wastelands“      | 3:15              |

## Obsazení
- Chester Bennington – zpěv
- Mike Shinoda – rap, klavír, rytmická kytara, programování, klávesy
- Brad Delson – sólová kytara, programování
- Dave „Phoenix“ Farrell – basová kytara, doprovodné vokály
- Joe Hahn – samplování, programování
- Rob Bourdon – bicí, perkuse